# Inshushinak

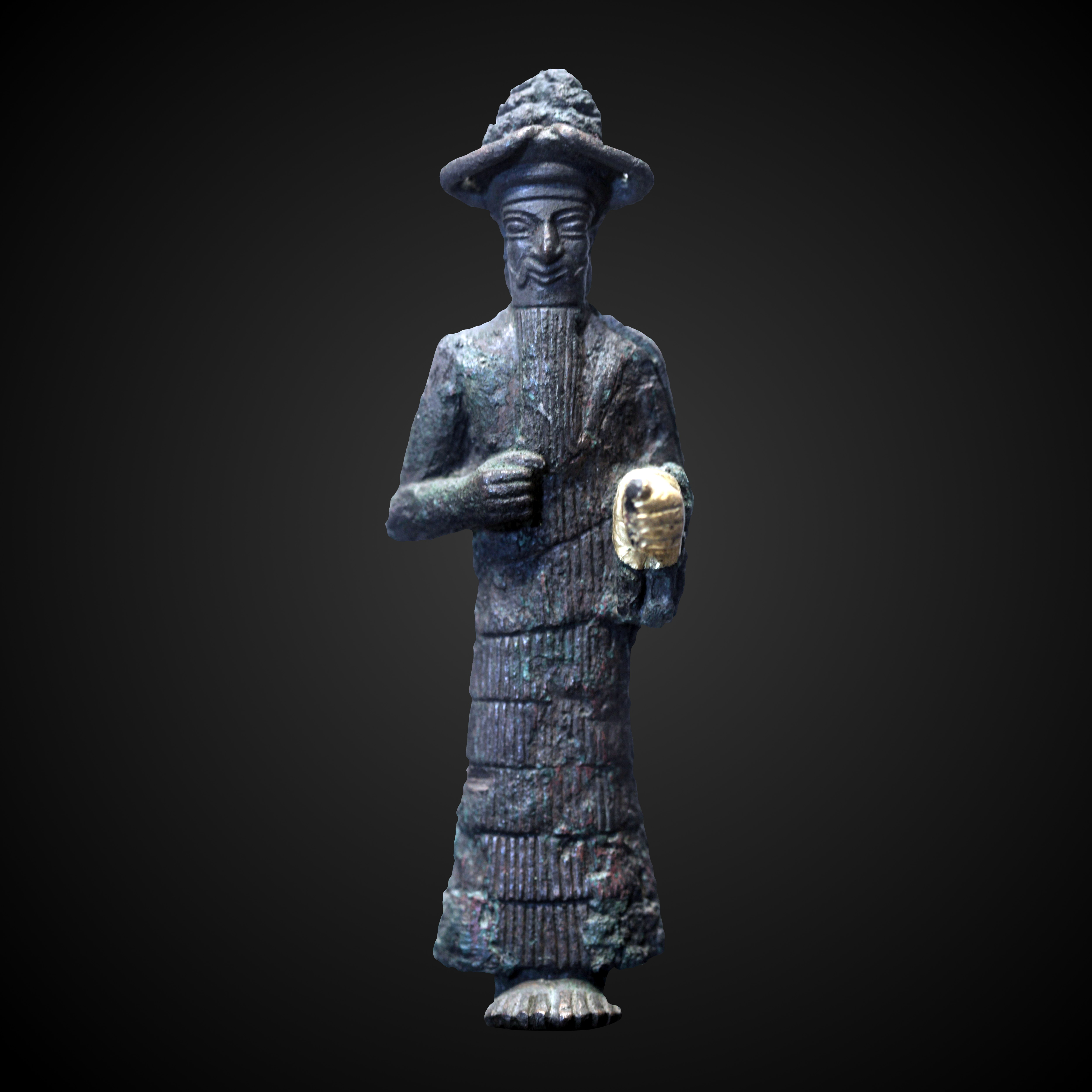
Beeld, mogelijk van Inshushinak

Inšušinak was een van de belangrijkste goden van Elam. De andere zijn Humban (de oppergod) en Kiririša zij was Humbans tweede vrouw. Inšušinak is na Humban ook nog met Kiririša getrouwd.
Vertaald betekent Inšušinak "God van Susa", in Susa stond ook zijn belangrijkste tempel. Hij stond ook bekend als "Vader van de zwakken". Hij was de rechter van de onderwereld waar hij samenwerkte met Lagamal en Išnikarab. Hij was bij uitstek de god van de stad Susa, terwijl Napiriša, de grote god van Anšan in het hoogland was. Samen met Kikiriša, de grote godin vormden zij de voornaamste triade van het rijk Elam. De acropolis van Susa bevatte twee grote tempels. Een voor Inšušinak en de andere voor de grote godin, die de Sumeriërs Ninhursag-van-Susa noemden.
Inšušinak werd waarschijnlijk aanvankelijk voornamelijk in het laagland vereerd. In het verdrag van Naram-Sin met Hita(?) van de Awandynastie werd hij bijvoorbeeld pas als zesde genoemd. Hij wordt later meestal als tweede genoemd na Napiriša.
Šilhak-Inšušinak richtte op verschillende plaatsen boomheiligdommen op voor de god waarnaar hij vernoemd was. Ook andere goden en godinnen zoals Kiririša werden zo vereerd.
In Haft Tepe, zo'n 10 km ten zuidoosten van Susa is een fragment van een stele opgegraven waarop sprake is van offers die gebracht moesten worden voor de strijdwagen van de god Inšušinak en voor de saparru-wagen van koning Tepti-Ahar.
De heilige stad Chogha Zanbil werd mede voor Inšušinak gebouwd. Siyan kuk was de heilige wijk van deze stad, gebouwd door Untaš-Napiriša in de tweede helft van de 14e eeuw v.Chr. en gewijd aan Inšušinak. In eerste instantie bestond het heiligdom uit een open binnenhof met kamers eromheen, later werd dit de basis voor de ziggoerat versierd met geglazuurde tegels.
Ook in Anšan werd hij vereerd. Huteluduš-Inšušinak bouwde er tempels voor de voornaamste goden van het rijk: Napiriša, Kiririša, Inšušinak en Šimut.